# Querelle
Querelle é um filme de 1982, dirigido por Rainer Werner Fassbinder e baseado na novela "Querelle de Brest", de Jean Genet, escrita em 1947.
No Brasil, teve um lançamento em DVD pela Versátil Home Video em 2006.

## Sinopse
Querelle é um marinheiro que se envolve com homens e mulheres no porto de Brest (França). Em busca de prazer, fomenta desejos, envereda pela marginalidade e, finalmente, pela criminalidade, tornando-se ladrão e serial killer. Tenta, dessa forma, através da violência, sentir e dar prazer. Até que seus próprios desejos o obrigam a tentar abandonar sua passividade e demonstrar suas emoções.

## Elenco
- Brad Davis… Querelle
- Jeanne Moreau… Lysiane
- Franco Nero… Seblon
- Laurent Malet… Roger Bataille
- Hanno Pöschl… Robert/Gil
- Günther Kaufmann… Nono
- Burkhard Driest… Mario

## Recepção
No agregador de críticas Rotten Tomatoes, que categoriza as opiniões apenas como positivas ou negativas, o filme tem um índice de aprovação de 62% calculado com base em 13 comentários dos críticos. Por comparação, com as mesmas opiniões sendo calculadas usando uma média aritmética ponderada, a nota é 6.10/10.